# آلیس هرتس
آلیس ژانت هرتس (آلمانی: Alice Jeanette Herz؛ ‏ ۲۵ مهٔ ۱۸۸۲ – ۲۶ مارس ۱۹۶۵) فمینیست، ضدفاشیست و فعال صلح‌طلب آلمانی بود. او نخستین فرد در ایالات متحده آمریکا بود که خود را در اعتراض به جنگ رو به گسترش در ویتنام به آتش کشید که پیروی از کاری مشابه توسط راهب بودایی، تچ کوانگ دوک بود که خود را در اعتراض به سرکوب بودائیان تحت دولت کاتولیک رئیس‌جمهور نگو دین دیم در ویتنام جنوبی سوزاند.

## اوایل زندگی
آلیس ژانِت اشتراوس اولین فرزند روزالی کِرامر (۱۸۵۸–۱۹۴۳) و موریس اشتراوس (۱۸۵۰–۱۹۲۰) بود، که هر دو از تبار یهودی-آلمانی بودند. او شش خواهر و برادر داشت، پنج خواهر کوچک‌تر از خود به‌علاوهٔ یک برادر کوچک‌تر که در سن دو سالگی درگذشت. او تحصیلات متوسطه را در آلمان به اتمام رساند و تحصیلات عالی را جهت معلم شدن پی گرفت، اما یک اختلال چشمی مانع از اتمام دوره‌های آموزشی او شد و به جای آن به عنوان منشی در دفتر یک وکیل مشغول به کار شد. در سال ۱۹۰۷، هرتس از یهودیت به پروتستانتیسم گروید و تغییر دین داد.

## کنشگری در آلمان
در اوایل دهه ۱۹۰۰، هرتس به جنبش فمینیستی پیوست و مدافع حقوق زنان شد، به ویژه برای حق رأی همگانی و هم‌باشی زنان. او با پل هرتس، شیمی‌دان و برادر مارگارتیه هرتس، یکی از فعالان برجسته حق رأی زنان، ازدواج کرد. این زوج به گوتزرو در ایالت مکلنبورگ-فورپومرن نقل مکان کردند و دو فرزند به نام‌های هلگا (۱۹۱۲–۲۰۱۰) و کنراد (۱۹۱۵–۱۹۲۹) به دنیا آوردند. کنراد به‌طور جسمی ضعیف به دنیا آمد و تقریباً نابینا بود.
بلافاصله پس از آغاز جنگ جهانی اول، شوهر آلیس هرتس به ارتش فراخوانده شد و او انتظار پیروزی آلمان و بازگشت همسرش را در عرض چند ماه داشت. در سال ۱۹۱۸، بدون امید فوری به پایان جنگ، هرتس به حمایت آشکار از دموکراتیزه کردن آلمان به همراه دیگر فعالان طرفدار دموکراسی و فمینیست‌ها پرداخت، که به دنبال اجرای حق رأی برای زنان بودند. این جنبش سعی کرد از وزیر دولتی هانس سیوکویچ درخواست «حق رأی عمومی، مساوی، مخفی و مستقیم» کند و با پایان جنگ جهانی اول در نوامبر همان سال، حقوق رأی با تأسیس جمهوری وایمار محقق شد. در سال ۱۹۱۹، خانواده هرتس به برلین-مالسدورف نقل مکان کردند، که شوهرش در آن شغلی در یک کارخانه لاستیک پیدا کرد. احتمالاً به دلیل قرار گرفتن منظم در معرض مواد شیمیایی خطرناک، پل در ۳۰ دسامبر ۱۹۲۸ به دلیل نارسایی کلیه درگذشت، در حالی که تنها ۴۵ سال سن داشت. پسرشان کنراد تنها چند هفته بعد به دلیل مشکلات سلامت درگذشت.
در ۱۳ مارس ۱۹۳۳، هرتس و دخترش هلگا به سوئیس مهاجرت کردند، تصمیمی که در چند سال اخیر به دلیل نگرانی از افزایش یهودی‌ستیزی و قدرت سیاسی رو به رشد احزاب راست‌گرا در جمهوری وایمار در ذهن داشت. او تصمیم خود را با انتصاب آدولف هیتلر به عنوان صدراعظم آلمان قطعی کرد. هرتس به درستی پیش‌بینی کرده بود که یهودیان و مخالفان سیاسی، به ویژه چپ‌گراها، تحت نظارت شدید قرار خواهند گرفت، به ویژه پس از آتش‌سوزی رایشس‌تاگ. آلیس و هلگا سپس به فرانسه نقل مکان کردند، و در آنجا آلیس زبان فرانسوی و اسپرانتو آموخت. هر دو مادر و دختر به فعالیت‌های سیاسی خود ادامه دادند و از طریق مشارکت در اتحادیه بین‌المللی زنان برای صلح و آزادی آلیس نازیسم را در مقالاتی که به نشریات حزب سوسیال دموکرات آلمان ارائه می‌کرد، مورد انتقاد قرار داد. پس از انحلال اجباری این سازمان توسط دولت نازی در تابستان ۱۹۳۳، او نویسنده یک مجله سوسیالیست مسیحی سوئیسی به نام «نوِیه وِگه» (راه‌های جدید) شد.
پس از تهاجم به فرانسه، هرتس و دخترش مدتی را در اردوگاه توقیفی گورس نزدیک مرز اسپانیا گذراندند و هر دو در نهایت در سال ۱۹۴۲ به ایالات متحده آمریکا مهاجرت کردند.

## زندگی در ایالات متحده و فعالیت‌های ضد جنگ
آلیس و هلگا در دیترویت میشیگان ساکن شدند. در آنجا هلگا به عنوان کتابدار در کتابخانه عمومی دیترویت مشغول به کار شد و آلیس مدتی به عنوان مدرس کمکی زبان آلمانی در دانشگاه ایالتی وین فعالیت کرد. این دو برای دریافت تابعیت ایالات متحده درخواست کردند، اما به دلیل عدم تمایل به سوگند به دفاع از کشور با اسلحه، درخواست آنها رد شد. هلگا بعداً دوباره درخواست داد و در سال ۱۹۵۴ تابعیت ایالات متحده را دریافت کرد، اما مشخص نیست که آیا آلیس چنین درخواستی کرده بود یا خیر. آلیس و هلگا به جمع یونیتارین‌ها پیوستند و هر دو در فعالیت‌های چندین گروه صلح‌طلب مشارکت کردند.
هرتس یک نامه سرگشاده نوشت که قبل از مرگ خود آن را به چندین دوست و همکار فعال خود داد. در این نامه، او رئیس‌جمهور لیندون بی. جانسون را به استفاده از قدرت نظامی خود برای «از بین بردن کشورهای کشورهای مورد نظرش» متهم کرد. او از مردم آمریکا خواست تا «بیدار شوند و علیه جنگ اقدام کنند» و خودسوزی‌اش را تلاشی برای «شنیده شدن صدایش» توصیف کرد.

## خودسوزی
هرتس در ۱۶ مارس ۱۹۶۵ در سن ۸۲ سالگی در خیابانی در دیترویت خود را به آتش کشید. یک راننده خودرو به همراه دو پسرش در حال رانندگی بودند که او را در حال سوختن دیدند و شعله‌های آتش را خاموش کردند. او ده روز بعد بر اثر جراحات درگذشت. مطابق کتاب «در آستانهٔ سرزمین موعود» (۲۰۰۶) به قلم تیلور برنچ، این سخنرانی رئیس‌جمهور جانسون در کنگره آمریکا در حمایت از لایحه حقوق رأی‌گیری ۱۹۶۵ بود که او را به این باور رساند که این لحظه برای اعتراض به جنگ ویتنام و خودسوزی مناسب است.

## میراث
هرتس که پیش از مرگش به یکی از دوستانش نزدیکش در این باره صحبت کرده بود، خاطرنشان کرد که از همه روش‌های اعتراضی پذیرفته‌شده در دسترس فعالان - از جمله راهپیمایی، اعتراض و نوشتن مقالات و نامه‌های بی‌شماری - استفاده کرده است و از خود می‌پرسید که چه کار دیگری می‌تواند انجام دهد. شینگو شیباتا، نویسنده و فیلسوف ژاپنی، اندکی پس از مرگش، صندوق صلح آلیس هرتس را تأسیس کرد. میدانی در برلین (آلیس هرتس پلاتس) در سال ۲۰۰۳ به افتخار او نامگذاری شد.